# 국사관
국사관(國史館)은 한국의 역사 연구를 위해 문교부 산하에 설치한 국가 기관이다.

## 역사
1946년 3월에 신석호 등의 인사가 조선사편수회 자료를 접수하여 경복궁 집경당(緝敬堂)에 설치했다. 1949년 3월 대통령령 제417호로 직제가 국사편찬위원회로 개편되었다.

## 배경
한국의 역사 연구에 필요한 각종 사료를 체계적으로 조사·수집·보존·편찬 보급함으로써 한국사 연구의 발전에 기여하기 위해 설립하여 운영되는 국가 기구였다. 지금은 국사편찬위원회에서 그 일을 하고 있다.

## 같이 보기
- 국사편찬위원회